# Nậm Cắn
Nậm Cắn là một xã thuộc tỉnh Nghệ An, Việt Nam. Xã được hình thành trên cơ sở sáp nhập xã Phà Đánh và xã Nậm Cắn của huyện Kỳ Sơn trong đợt Sáp nhập tỉnh thành Việt Nam 2025.

## Địa lý
Xã Nậm Cắn có vị trí địa lý:
- Phía Đông giáp xã Hữu Kiệm;
- Phía Nam giáp xã Hữu Kiệm và xã Mường Xén;
- Phía Tây giáp nước CHDCND Lào;
- Phía Bắc giáp xã Huồi Tụ và xã Na Loi.

Xã Nậm Cắn có diện tích tự nhiên 147,70 km².

## Hành chính và tên gọi
Xã Nậm Cắn được thành lập theo Nghị quyết số 1678/NQ-UBTVQH15 của Ủy ban Thường vụ Quốc hội Việt Nam, ban hành ngày 16 tháng 6 năm 2025. Theo đó, sắp xếp toàn bộ diện tích tự nhiên, quy mô dân số của xã Phà Đánh và xã Nậm Cắn thuộc huyện Kỳ Sơn trước đây thành một xã mới có tên gọi là xã Nậm Cắn.
Trước đó, theo Đề án sắp xếp đơn vị hành chính cấp xã tỉnh Nghệ An, xã này là xã Nậm Cắn.
Sau sắp xếp xã có diện tích tự nhiên: 147,70 km², quy mô dân số: 8.694 người.